# Sang Nila Utama
Sang Nila Utama (en jawi, سڠ نيلا اوتام; en devanagari, सङ् नील उत्तम), también conocido como Sri Tri Buana (en sánscrito, श्री त्रि भुवन śrī tri bhuvana), fue un príncipe malayo legendario que fundó la Singapur antigua (Reino de Singapura). De acuerdo con el escrito Sejarah Melayu, el príncipe gobernó la isla entre 1299 y 1347. Según la leyenda de la fundación de Singapur.
Sang Nila Utama fue un príncipe de Sumatra. Mientras buscaba un emplazamiento adecuado para una nueva ciudad, decidió visitar las islas que se hallan en frente a la costa de Sumatra. Se embarcó rumbo a Palembang, una ciudad de Sumatra, en un cierto número de barcos, y desembarcó junto con sus hombres en el archipiélago de Riau, donde fueron recibidos por la reina. Unos cuantos días después, Sang Nila Utama marchó hacia una isla próxima, con la intención de cazar en aquel lugar.
Mientras cazaba vislumbró un ciervo y comenzó a perseguirlo. Llegó hasta una enorme roca, y decidió escalarla, y al llegar a la cima miró a través del mar, pudiendo ver otra isla con una playa repleta de arena, la cual guardaba cierto parecido con una sábana blanca de tela.
Al preguntar a uno de sus ministros de qué isla se trataba, este le contestó que había visto la isla de Temasek. Sang Nila Utama decidió visitar aquella isla, pero cuando su barco ya había zarpado, se desató una terrorífica tormenta, provocando que el barco zozobrara sobre las enormes y enfurecidas olas y que el agua comenzara a inundarlo. Para evitar que el barco se hundiese, sus hombres arrojaron todos los objetos pesados por la borda para aligerar su peso, pero el agua continuaba entrando en el barco, por lo que, siguiendo el consejo de un oficial del barco, Sang Nila Utama arrojó por la borda su pesada corona. Por fin, la tormenta amainó y lograron llegar sanos y salvos a Temasek.
Desembarcó en lo que hoy en día es el Río Singapur, y se adentró en aquellas tierras con tal de cazar animales salvajes. De pronto, vio un extraño animal de cuerpo rojo y cabeza negra, un animal bastante sigiloso, ya que se movía velozmente y desaparecía con gran rapidez en la jungla.
Le preguntó a su ministro jefe qué clase de animal era aquel, respondiéndole este que probablemente se tratara de un león. Sin embargo, estudios recientes indican que en Singapur nunca han habitado leones, ni siquiera leones asiáticos, por lo que la bestia que Sang Nila Utama vio probablemente se tratara de un tigre, el tigre malayo.

Sang Nila Utama creyó que el hecho de haber visto semejante bestia se trataba de un buen augurio, un signo de buena fortuna. Por ello, decidió construir su nueva ciudad en Temasek, y él y sus hombres se quedaron allí y fundaron la ciudad.
A esta nueva ciudad le puso el nombre de «Singapura», de siṅhapūra, literalmente ‘ciudad de los leones’, siendo siṃha ‘león’ y -pūra ‘ciudad’. Sang Nila Utama gobernó en la ciudad durante 48 años y fue enterrado en Bukit Larangan (Fort Canning Hill en la actualidad).